# Jamary Oliveira
Jamary Oliveira (* 21. März 1944 in Salvador da Bahia; † 29. März 2020 ebendort) war ein brasilianischer Komponist.
Oliveira war in seiner Geburtsstadt Schüler von Ernst Widmer und Edino Krieger. Dann studierte er an der Brandeis University und bis zur Promotion an der University of Texas at Austin. Bis zu seiner Emeritierung unterrichtete er als Professor für Komposition und Musiktheorie an der Universidade Federal da Bahia. Danach gab er hier im Postgraduiertenprogramm Kurse in Komposition, Musiktheorie und Computermusik. Er war Gründungsmitglied der Grupo de Compositores da Bahia, der Sociedade Brasileira de Música Contemporânea (SBMC) und der Associação Nacional de Pesquisa e Pós-Graduação em Música (ANPPOM). 1994 wurde er als gewähltes Mitglied in die Brasilianische Musikakademie (Academia Brasileira de Música) aufgenommen.

## Werke
- Ponteio para Cordas, 1963
- Ritual e Transe, 1964
- O Sertão, 1965
- Oito Peças para Piano, 1966
- Nú, Text von Henri Ghéon, 1966
- 4 Movimentos de Jazz, 1966
- Conjunto I, 1966
- Grocerto, 1967
- Trio für Violine, Cello und Klavier, 1967
- Preambulu, 1968
- Burocracia für Klavier, 1968
- Conjunto II, 1968
- Quatro Poemas Opus Nada, Text von Antônio Brasileiro, 1968
- Tonal-a-Tonal, 1968
- Sonata em Re Maior, für Violine und Klavier, 1969
- Conjunto III, 1969
- Conjunto IV, 1969
- Noneto für Bläser, 1969
- Três Canções Tristes, Text von Antônio Brasileiro, 1970
- Homologos, 1970
- Iterações, 1970
- Pseudópodes, 1971
- Sanctus, 1971
- Sugestões, 1971
- Delta, 1971
- Congruências, 1972
- Ludus, 1973
- String Quartet, 1978
- Chamber Music, 1979
- Poema, Text: Antônio Brasileiro, 1980
- Variações Variadas für Klavier, 1980
- Simetrias, 1982
- Piano Piece [1984], 1984
- Festa, 1984
- Reminiscências 1985
- Pseudópodes II, 1985
- Mesmamúsica, 1988
- IRR-3, Text: Antonio Brasileiro, 1990
- Estudo Polirrítmico Mixolídio, 1993
- Estudo Ilusório, 1999
- Três Brincadeiras, 1999
- Mutação I, 1999
- Mutação II, 1999